# Skopelos (oraș)
Skopelos (greacă Σκόπελος) este orașul principal de pe insula omonimă. Este situat în partea de sud-est a insulei și este port la Marea Egee. La recensământul din 2001 avea o populație de 3027 locuitori.